# Viorica Ursuleac
Viorica Ursuleac (Czernowitz, Ucrania; 26 de marzo de 1894-Ehrwald, Austria; 22 de octubre de 1985) fue una soprano rumana, intérprete especializada en Richard Strauss.

## Biografía
Nació en una familia de tradición musical. Con cinco años de edad se traslada a Viena. Durante una visita a Zagreb, canta ante el intendente de la ópera de esta ciudad, quien le ofrece un contrato. Debuta en 1922 en el papel de Charlotte de Werther de Massenet. 
En un concierto en Bucarest llama la atención de la reina María, que la ayudará en su carrera internacional. Ésta comienza con su contrato en la Volksoper de Viena, conseguido gracias al apoyo de Felix Weingartner. El director Clemens Krauss, que había asumido la dirección de la ópera de Frankfort en 1924, estaba buscando una soprano, pero se negó a escuchar a Ursuleac por su apellido balcánico ya que prefería a alguien de origen germánico. Ursuleac cantó ante él con nombre ficticio y Krauss quedó maravillado, tanto la contrató incluso cuando supo su verdadera identidad. La relación entre los dos intérpretes fue muy estrecha en el campo musical y también en el personal, ya que ambos se casaron.
Ursuleac comenzó su carrera ascendente e inició una estrecha relación con la ópera de Dresde. Allí interpretará en 1933 por primera vez a una de las heroínas straussianas: Arabella. Posteriormente, cantará en el estreno de Friedenstag (obra dedicada a la propia soprano y a Krauss), Capriccio, y, en 1944 la Dánae de El amor de Dánae. 
Cuando Ursuleac se trasladó a Viena en 1930, rivalizó con la gran soprano Lotte Lehmann que, frente a Ursuleac, poseía un registro agudo más limitado. Posteriormente su carrera continuó en Berlín (donde se trasladó en 1935) y Múnich (1937). Durante este periodo, Ursuleac incorporó otros papeles straussianos, como la Mariscala, Ariadna, Crisotemis o la emperatriz en La mujer sin sombra, entre otros. 
La carrera de Ursuleac se desarrolló especialmente en Alemania y Austria, con raras actuaciones en otros países. Su estreno en el Covent Garden de Londres en 1934 con la Desdémona del Otello de Verdi no fue muy apreciado, pero sí su Arabella. También cantó en el Teatro Colón de Buenos Aires en 1948 en Tristán e Isolda como Brangania junto a Kirsten Flagstad dirigidas por Erich Kleiber.

## Repertorio y grabaciones
Ursuleac es reconocida sobre todo como intérprete de Richard Strauss, pero en su repertorio también estaban óperas de Richard Wagner, Giuseppe Verdi y Giacomo Puccini. Aparte de Strauss, estrenó también obras de otros compositores de su tiempo como Ernst Krenek o Eugen d'Albert. Intérprete de gran temperamento, con grandes dotes de actriz, necesitaba el contacto del público para dar lo mejor de sus dotes. Por ello las grabaciones existentes son un pálido reflejo de su talento. Se ha editado una grabación de El buque fantasma de Wagner, fragmentos de las óperas straussinas El caballero de la rosa y Capriccio y varios lieder.

### Discografía selecta
- Strauss: Ariadne auf Naxos [sin el prólogo] (Berger, Roswaenge; Clemens Krauss, 1935) [en vivo]
- Strauss: Friedenstag (Hotter; Clemens Krauss, 1939) [grabación en vivo]
- Strauss: Arabella (Krauss, 1942) [en vivo]
- Strauss: Der Rosenkavalier (Kern, Milinkovič, Weber; Clemens Krauss, 1944) [en vivo]
- Wagner: Der fliegende Holländer (Hans Hotter; Clemens Krauss, 1944) [en vivo]
- Wagner: Tristan und Isolde (Brangäne; Flagstad, Svanholm, Hotter; Erich Kleiber, 1948) [en vivo]